# Billund IF
Billund IF er en dansk idrætsforening i byen Billund, som blev  grundlagt  den 27. maj 1904, i starten var det for  skytter og gymnaster. Billunds førstehold i fodbold spiller serie 2. Hovedtræneren i Billund er Peter Habekost. Billund IF spiller i den kommende sæson serie 3, mens de har et kvindehold (Billund Q) i Jyllandsserien. Hovedtræneren for Billund Q er Flemming Vesth, som har haft en del af pigerne på det nuværende senior hold siden ungdomsfodbold. Billund Q startede i 2018 med at spille serie 2, hvor de har som mål at nå i Danmarksserien inden 2023.